# 滋野井公麗
滋野井 公麗（しげのい きんかず）は、江戸時代中期の公卿。号は五松亭。

## 経歴
3歳で父が死去し、有職故実家としても名高かった祖父・公澄に育てられる。元文4年（1739年）に元服して従五位下侍従に任じられ、宝暦8年（1758年）に従三位参議となり、宝暦11年（1761年）に検非違使別当兼右兵衛督、宝暦13年（1763年）に正三位権中納言となる。明和5年（1768年）には正二位権大納言（兼大宰権帥）に昇ったが権大納言は同年中、兼務の権帥も安永5年（1776年）に退いた。
祖父の学術を引き継いで当代屈指の有職故実の大家とされ、和歌や絵画にも優れていた。22歳で『狩衣至要鈔』を著した他、『禁秘御抄階梯』・『公事根源鈔階梯』・『諒闇装束之事』・『一上要覧』・『摂関要覧』・『彗星出現年々』・『滋草拾露』（個人全集）などの多くの書籍を著した。また、門人も多く、大塚嘉樹（蒼梧）などを育てた。
その一方で自尊心も強かったとされ、従来は三条家の庶流とされてきた滋野井家こそが真の嫡流であり、家格を羽林家から清華家に引き上げるべきであると唱えて、強引なこじつけによる論争を起こして、関白近衛内前から叱責を受けている。
天明元年（1781年）9月、青蓮院宮訪問の際に松茸として食したキノコを原因とする中毒によって急死した。墓所は京都市北区の天寧寺。同時代の公卿で歴史家としても知られていた柳原紀光は、訃報を聞いて日記に「彼卿無漢才、於抄物日記等事者、博覧之人也」と評している。

## 系譜
- 父：滋野井実全
- 母：家女房
- 妻：家女房
  - 男子：滋野井冬泰（1751-1785）
- 生母不詳の子女
  - 女子：高松公祐正室（兄冬泰の養女）